# Gertrud Danielsson
Gertrud Irma Danielsson, född Palm den 8 maj 1896 i Katarina församling i Stockholm, död den 5 oktober 1984 i Söderköping, var en svensk skådespelare.
Hon gifte sig 1923 med skådespelaren Harry Ahlin och efter skilsmässa gift med skådespelaren Edvard Danielsson 1945. I vissa produktioner medverkar hon under namnen Gertrud Ahlin och Gertrud Palm.
Gertrud Danielsson är gravsatt på Krematorielundens begravningsplats i Norrköping.

## Filmografi
- 1942 – Rospiggar
- 1945 – Skeppar Jansson
- 1956 – Skorpan
- 1960 – På en bänk i en park

## Teater

### Roller (ej komplett)
| År   | Roll                  | Produktion                                                                    | Regi                 | Teater                           |
| ---- | --------------------- | ----------------------------------------------------------------------------- | -------------------- | -------------------------------- |
| 1925 |                       | Öregrund-Östhammar Selfrid Kinmansson                                         | Axel Hultman         | Vanadislundens friluftsteater    |
| 1934 |                       | Tovaritch Jacques Deval                                                       | Ernst Eklund         | Komediteatern                    |
| 1935 |                       | Vi måste gifta bort mamma Neil Grant                                          | Alice Eklund         | Komediteatern                    |
| 1947 |                       | Den heliga familjen Rudolf Värnlund                                           | Gunnar Skoglund      | Norrköping-Linköping stadsteater |
| 1947 |                       | Venus S. J. Perelman, Ogden Nash och Kurt Weill                               | Johan Falck          | Norrköping-Linköping stadsteater |
| 1948 |                       | Av barn och dårar… Kenneth Horne                                              | Johan Falck          | Norrköping-Linköping stadsteater |
| 1948 |                       | Kära Ruth! Norman Krasna                                                      | Johan Falck          | Norrköping-Linköping stadsteater |
| 1948 |                       | Det orimliga Arvid Brenner                                                    | Hans Dahlin          | Norrköping-Linköping stadsteater |
| 1948 | Helena                | Strändernas svall Eyvind Johnson                                              | Johan Falck          | Norrköping-Linköping stadsteater |
| 1948 |                       | Susanne Hans Adler och Alexander Steinbrecher                                 | Sandro Malmquist     | Norrköping-Linköping stadsteater |
| 1949 |                       | Det gåtfulla leendet Aldous Huxley                                            | Johan Falck          | Norrköping-Linköping stadsteater |
| 1949 |                       | Edwards barn Marc-Gilbert Sauvajon, Frederick J. Jackson och Roland Bottomley | Stig Roland          | Norrköping-Linköping stadsteater |
| 1950 |                       | U39 Rudolf Värnlund                                                           | Gunnar Skoglund      | Norrköping-Linköping stadsteater |
| 1950 |                       | Hans nåds testamente Hjalmar Bergman                                          | Johan Falck          | Norrköping-Linköping stadsteater |
| 1950 |                       | Drömflickan Elmer Rice                                                        | Per Gerhard          | Norrköping-Linköping stadsteater |
| 1951 |                       | Blodsbröllop Federico García Lorca                                            | Johan Falck          | Norrköping-Linköping stadsteater |
| 1951 |                       | Å, en sån dag Dodie Smith                                                     | Gerda Wrede          | Norrköping-Linköping stadsteater |
| 1951 |                       | Kära Ruth Norman Krasna                                                       | Ernst Eklund         | Lisebergsteatern                 |
| 1951 | Flora                 | Den tatuerade rosen Tennessee Williams                                        | Ingmar Bergman       | Norrköping-Linköping stadsteater |
| 1952 | Marta Boman           | Swedenhielms Hjalmar Bergman                                                  | Johan Falck          | Norrköping-Linköping stadsteater |
| 1952 | Mrs Brown             | Lorden från gränden L Arthur Rose och Noel Gay                                | Nils Poppe           | Norrköping-Linköping stadsteater |
| 1953 | Betty                 | Den ljuva timmen Anna Bonacci                                                 | Olof Thunberg        | Norrköping-Linköping stadsteater |
| 1953 | Fru Sörby             | Vildanden Henrik Ibsen                                                        | Ingrid Luterkort     | Norrköping-Linköping stadsteater |
| 1953 | Madame Parole         | Trasiga änglar Albert Husson                                                  | Olof Thunberg        | Norrköping-Linköping stadsteater |
| 1954 | En sköterska          | Kvinnor i skymning Sylvia Rayman                                              | Ingrid Luterkort     | Norrköping-Linköping stadsteater |
| 1954 | Mrs. Elton            | Älskande kvinna (The Deep Blue Sea) Terence Rattigan                          | John Zacharias       | Norrköping-Linköping stadsteater |
| 1954 | Gumman                | Dödsdansen August Strindberg                                                  | John Zacharias       | Norrköping-Linköping stadsteater |
| 1955 | Priorinnan            | Lilla Helgonet Henri Meilhac, Albert Millaud och Florimond Hervé              | Olof Thunberg        | Norrköping-Linköping stadsteater |
| 1955 | Skolfröken            | Pippi Långstrump Astrid Lindgren                                              | Bertil Norström      | Norrköping-Linköping stadsteater |
| 1955 |                       | Blåjackor Lajos Lajtai och Lauri Wylie                                        | John Zacharias       | Norrköping-Linköping stadsteater |
| 1956 | Emma                  | Vår ofödde son Vilhelm Moberg                                                 | Kurt-Olof Sundström  | Norrköping-Linköping stadsteater |
| 1956 | Uggla                 | Nalle Puh och hans vänner A.A. Milne                                          | Bertil Norström      | Norrköping-Linköping stadsteater |
| 1957 | Magda Svenson         | Natten till den 17 januari Ayn Rand                                           | John Zacharias       | Norrköping-Linköping stadsteater |
| 1957 | Mrs Pearce            | Pygmalion George Bernard Shaw                                                 | John Zacharias       | Norrköping-Linköping stadsteater |
| 1957 |                       | Simones drömmar Bertolt Brecht och Hanns Eisler                               | Kurt-Olof Sundström  | Norrköping-Linköping stadsteater |
| 1957 | Kleo                  | Lysistrate Aristofanes                                                        | Olof Thunberg        | Norrköping-Linköping stadsteater |
| 1958 | Thérèse               | Don Quijote – Riddaren av den sorgliga skepnaden Wulf Leisner                 | Lars-Erik Liedholm   | Norrköping-Linköping stadsteater |
| 1958 | Emma                  | Farmor och vår Herre Hjalmar Bergman                                          | Claes Sylwander      | Riksteatern                      |
| 1959 | Amman                 | Den vackra mjölnarfrun Alejandro Casona                                       | Sam Besekow          | Norrköping-Linköping stadsteater |
| 1959 | Tarantula             | Frestelse Jacques Deval                                                       | John Zacharias       | Norrköping-Linköping stadsteater |
| 1960 | Berta                 | Hedda Gabler Henrik Ibsen                                                     | Rune Carlsten        | Norrköping-Linköping stadsteater |
| 1960 | Arina Pantelejmonovna | Giftermålet Nikolai Gogol                                                     | Sture Ericson        | Norrköping-Linköping stadsteater |
| 1960 |                       | Folk och rövare i Kamomilla stad Thorbjørn Egner och Bjarne Amdahl            | Bertil Norström      | Norrköping-Linköping stadsteater |
| 1961 | Hushållerskan Frida   | Dunungen Selma Lagerlöf                                                       | Sture Ericson        | Norrköping-Linköping stadsteater |
| 1961 | Mammy                 | Miss 6 Bertil Norström och Gunnar Hoffsten                                    | Jackie Söderman      | Norrköping-Linköping stadsteater |
| 1961 |                       | Så tuktas en hustyrann John Fletcher                                          | Lars Barringer       | Norrköping-Linköping stadsteater |
| 1961 |                       | Folk och rövare i Kamomilla stad Thorbjørn Egner och Bjarne Amdahl            | Bertil Norström      | Norrköping-Linköping stadsteater |
| 1961 |                       | Markurells i Wadköping Hjalmar Bergman                                        | Rune Carlsten        | Norrköping-Linköping stadsteater |
| 1962 | Maria Josefa          | Hederligt folk Paul Vincent Carroll                                           | Bertil Norström      | Norrköping-Linköping stadsteater |
| 1962 | Fru Pinchard          | Fruar på vift Georges Feydeau                                                 | Lars Barringer       | Norrköping-Linköping stadsteater |
| 1962 | Clarys mamma          | Min kära är en ros Bo Sköld                                                   | Sture Ericson        | Norrköping-Linköping stadsteater |
| 1963 | Kristin               | Ett drömspel August Strindberg                                                | Olof Molander        | Norrköping-Linköping stadsteater |
| 1964 | Honorine              | Marius Marcel Pagnol                                                          | Bertil Norström      | Norrköping-Linköping stadsteater |
| 1964 | Anne-Marie            | Ett dockhem Henrik Ibsen                                                      | Lars Barringer       | Norrköping-Linköping stadsteater |
| 1964 | Portvakterskan        | De kärlekslösa William Inge                                                   | John Zacharias       | Norrköping-Linköping stadsteater |
| 1965 | Klara Lagerberg       | Tre vita skjortor Walentin Chorell                                            | Bertil Norström      | Norrköping-Linköping stadsteater |
| 1965 | Lady Brockhurst       | Boy Friend Sandy Wilson                                                       | Lars Barringer       | Norrköping-Linköping stadsteater |
| 1965 | María Josefa          | Bernardas hus Federico García Lorca                                           | Lars-Levi Læstadius  | Norrköping-Linköping stadsteater |
| 1965 | Den äldre servitrisen | Herr Fancy Arthur Johansson                                                   | John Zacharias       | Norrköping-Linköping stadsteater |
| 1966 | Fia Michaela          | Mallorca, Mallorca Gunnar Hoffsten och Bertil Norström                        | John Zacharias       | Norrköping-Linköping stadsteater |
| 1966 | Tora Olsen            | De tolv Bengt V. Wall                                                         | Lars Gerhard Norberg | Norrköping-Linköping stadsteater |
| 1966 |                       | Gertrud Hjalmar Söderberg                                                     | John Zacharias       | Norrköping-Linköping stadsteater |
| 1967 | Kvaschnja             | Natthärbärget eller På botten Maksim Gorkij                                   | Lars Gerhard Norberg | Norrköping-Linköping stadsteater |
| 1967 | Fru Birgitta          | Den sönderslagna krukan Heinrich von Kleist                                   | Sture Ericson        | Norrköping-Linköping stadsteater |
| 1967 | Julia                 | Himmelrikets nycklar eller Sankte Per vandrar på jorden August Strindberg     | Johan Falck          | Norrköping-Linköping stadsteater |
| 1968 | Shaindel              | Spelman på taket Joseph Stein, Jerry Bock och Sheldon Harnick                 | John Zacharias       | Norrköping-Linköping stadsteater |
| 1968 | Fru Hubalek           | Biografi Max Frisch                                                           | Torsten Sjöholm      | Norrköping-Linköping stadsteater |
| 1968 |                       | Mor Courage och hennes barn Bertolt Brecht                                    | Torsten Sjöholm      | Norrköping-Linköping stadsteater |
| 1969 | Mrs Drudge            | Den verklige kommissarie Schäfer Tom Stoppard                                 | Torsten Sjöholm      | Norrköping-Linköping stadsteater |
| 1969 | Kokerskan             | Spöksonaten August Strindberg                                                 | Lars-Erik Liedholm   | Norrköping-Linköping stadsteater |
| 1969 | Maria Josefa          | Mannen från La Mancha Dale Wasserman, Mitch Leigh och Joe Darion              | Lans-Erik Liedholm   | Norrköping-Linköping stadsteater |
| 1970 | Annika                | Wermlännigarne Fredrik August Dahlgren och Andreas Randel                     | Bertil Norström      | Norrköping-Linköping stadsteater |
| 1970 |                       | Galilei Bertolt Brecht                                                        | Torsten Sjöholm      | Norrköping-Linköping stadsteater |
| 1970 |                       | Bland stubbar och troll Staffan Westerberg                                    | Hans Elfvin          | Norrköping-Linköping stadsteater |
| 1971 | Fevronja              | Revisorn Nikolaj Gogol                                                        | Lars Gerhard Norberg | Norrköping-Linköping stadsteater |
| 1972 |                       | Den förgyllda lergöken Emil Norlander                                         | Bertil Norström      | Norrköping-Linköping stadsteater |